# Comuna Haderslev
Haderslev (Haderslev Kommune) este o comună din regiunea Syddanmark, Danemarca, cu o suprafață totală de 813,57 km².